# U-Bahnhof Senhor Roubado

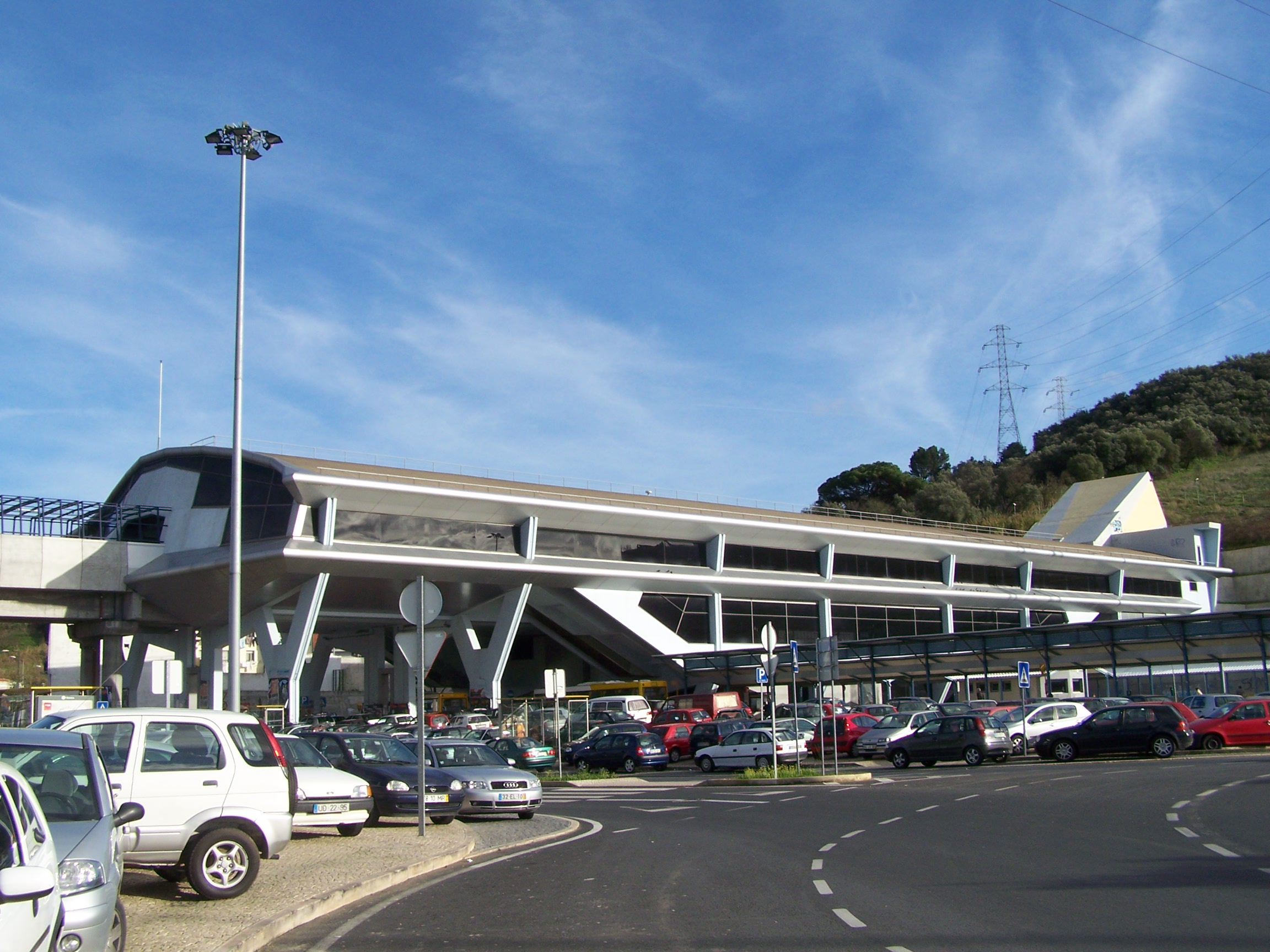
Senhor Roubado ist neben dem Bahnhof Campo Grande der einzige weitere oberirdische im Metronetz Lissabons

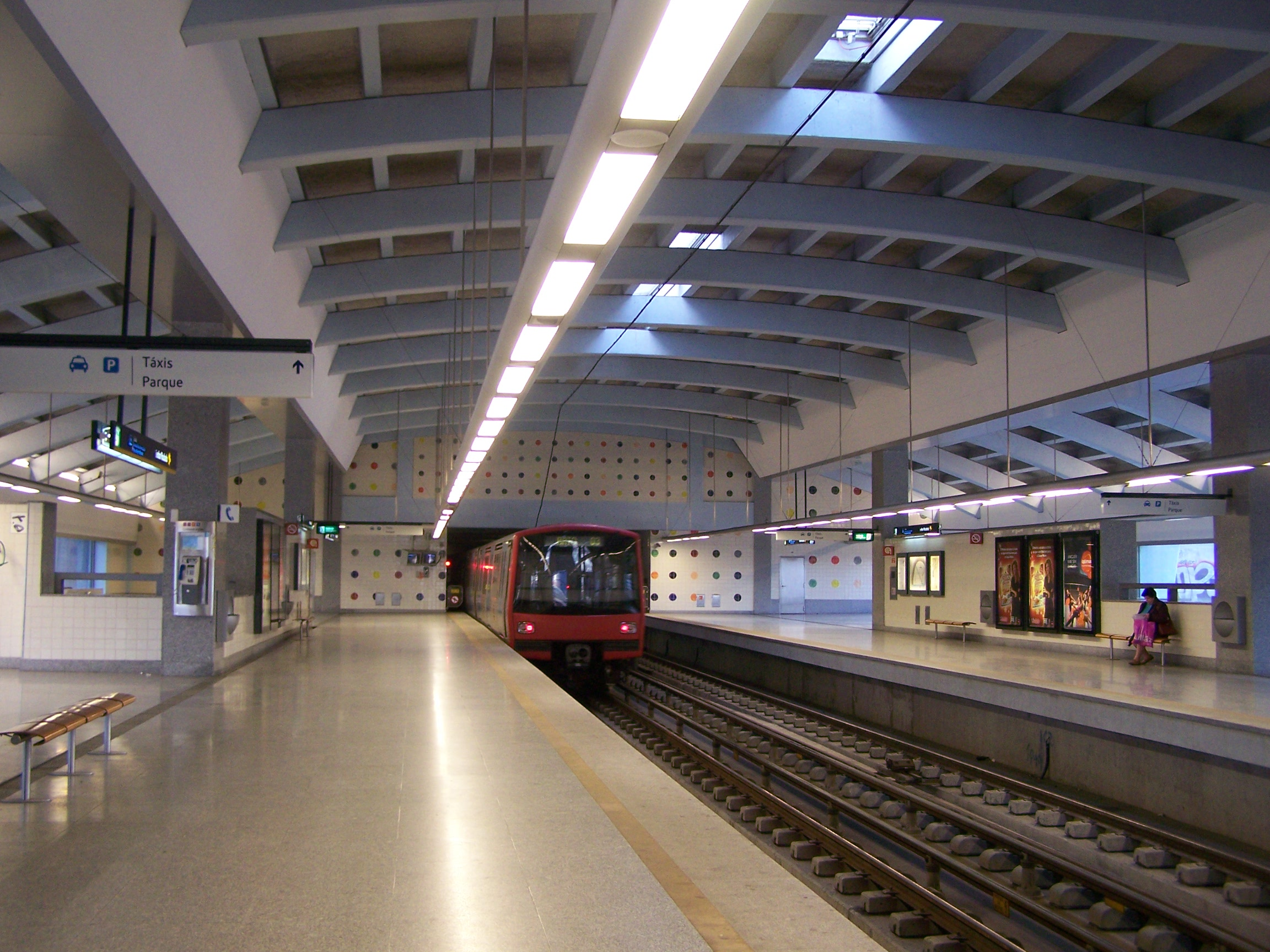
Bahnsteige des U-Bahnhofes

Senhor Roubado ist ein U-Bahnhof der Linha Amarela der Metro Lissabon, des U-Bahn-Netzes der portugiesischen Hauptstadt. Der Bahnhof befindet sich südlich des äußeren Stadtrings (Circular Regional Interna de Lisboa) an der Rua do Senhor Roubado und damit bereits außerhalb des Lissabonner Stadtgebietes in der Gemeinde Odivelas. Die Nachbarbahnhöfe sind Odivelas und Ameixoeira; der Bahnhof ging am 27. März 2004 in Betrieb.

## Geschichte
Während zahlreiche Vororte Lissabons, vor allem im Westen (Cascais, Oeiras, Estoril), Nordwesten (Cacém, Amadora, Sintra) und Nordosten (Moscavide, Sacavém) bereits eine Anbindung mit Schienenverkehrsmitteln besaßen, waren die bevölkerungsreichen Viertel in Odivelas stets nur per Bus zu erreichen. Um dies zu ändern, finanzierte das portugiesische Verkehrsministerium die Verlängerung der Linha Amarela in Richtung Norden. Der neue Abschnitt Campo Grande–Odivelas ging mit fünf Bahnhöfen am 27. März 2004 in Betrieb. Er war der erste, der die Stadtgrenzen überquerte.

## Aufbau und Lage
Der von Manuel Bastos entworfene Bahnhof ist einer der zwei oberirdischen Bahnhöfe im Metronetz Lissabons. Der andere ist der U-Bahnhof Campo Grande. Er hat die üblichen zwei 105 Meter langen Seitenbahnsteige. Die Haltestelle liegt außerhalb der Stadtgrenze Lissabons und damit in der Coroa 1 (der ersten Tarifzone außerhalb Lissabons). Die äußere Stadtautobahn Circular Regional Interna de Lisboa (CIRL/IC-17) hat direkt am Bahnhof Senhor Roubado eine Ausfahrt an die unmittelbar ein großer Park+Ride-Parkplatz angebunden ist. Ein Busbahnhof mit Anschluss an verschiedene Linien der Carris und der Rodoviária de Lisboa grenzt an die Station. Für die Ausgestaltung orientierte sich der beauftragte José Pedro Croft an frühen arabischen Fliesen und entwarf verschiedene Punkt- und Strichmuster für die weißen Oberfläche des Bahnhofes, unter anderem an Bahnsteigwänden und in den Zwischengeschossen.

## Verlauf
Am U-Bahnhof bestehen Umsteigemöglichkeiten zu den Buslinien der Carris und der Rodoviária de Lisba.
| Linie | Verlauf |
| ----- | --- |
|       | Odivelas – Senhor Roubado – Ameixoeira – Lumiar – Quinta das Conchas – Campo Grande – Cidade Universitária – Entre Campos – Campo Pequeno – Saldanha – Picoas – Marquês de Pombal – Rato |